# Mniszek biały
Mniszek biały (Xolmis irupero) – gatunek małego ptaka z rodziny tyrankowatych (Tyrannidae). Występuje we wschodniej, środkowej i południowo-wschodniej części Ameryki Południowej. Niezagrożony wyginięciem.

## Etymologia nazwy naukowej
Nazwa gatunkowa, irupero, pochodzi prawdopodobnie z języka ludu Guarani i oznacza nieznośnego lub uciążliwego ptaka. Natomiast etymologia nazwy rodzajowej Xolmis jest niejasna. Opis z 1826 roku mówi o greckim słowie Xolmis, którego istnienie nie jest jednak pewne. W publikacji wydanej pośmiertnie w 1651 roku Hernández opisał ptaka o nazwie Xomotl, którego opis pokrywa się z wyglądem mniszka białego; możliwe, że nazwa rodzajowa Xolmis to zniekształcenie tego słowa. W języku ludu Guarani nie odnotowano słowa brzmiącego podobnie do tej nazwy.

## Morfologia
Długość ciała wynosi 17–18 cm, w tym ogona 8,1 cm. Skrzydło mierzy około 10,1 cm. Upierzenie w większej części śnieżnobiałe, czarne jedynie lotki i pokrywy I rzędu, a także końcówka ogona. Nogi, stopy oraz dziób czarne, zaś tęczówki ciemnobrązowe. Samica szarawa na grzbiecie.

## Zasięg występowania
Mniszek biały zasiedla wschodnią, środkową i południowo-wschodnią część Ameryki Południowej. Dzielony jest na dwa podgatunki; X. i. niveus występuje we wschodniej Brazylii, zaś X. i. irupero zamieszkuje wschodnią Boliwię, Paragwaj, północną Argentynę, południową Brazylię i Urugwaj.

## Lęgi
Okres lęgowy w Argentynie trwa od września do grudnia. Gniazdo mieści się około trzech metrów nad ziemią, w dziupli lub innym zagłębieniu, a niekiedy w opuszczonym gnieździe garncarza rdzawego (Furnanius rufus). Czasami na mniszkach białych pasożytuje starzyk granatowy (Molothrus bonariensis); wiadome jest jednak, że gospodarz może usunąć jego jaja. Budulec gniazda o kształcie kubeczka stanowią patyczki i trawy, zaś wyściółkę pióra i włosie. W lęgu 3–4 jaja, inkubacja trwa 13–14 dni.

## Status
IUCN uznaje mniszka białego za gatunek najmniejszej troski (LC, Least Concern) nieprzerwanie od 1988 roku. Liczebność populacji nie została oszacowana, ale ptak ten opisywany jest jako rzadki. Ze względu na brak dowodów na spadki liczebności bądź istotne zagrożenia dla gatunku BirdLife International uznaje trend liczebności populacji za stabilny.